# Memòria racetrack
La memòria racetrack  és un dispositiu experimental de memòria no volàtil en desenvolupament a l'Almaden Research Center d'IBM per un equip conduït per Stuart Parkinson, així com equips altres localitzacions. A principis de 2008 una versió de 3 bits va ser provada amb èxit.

## Física
La versió del Racetrack d'IBM utilitza corrent elèctric de spin coherent per moure els dominis magnètics al llarg d'un filferro nanoscòpic en forma de "U". A mesura que el corrent està passant a través del filferro, els dominis es mouen sobre les caps de lectura/escriptura magnètiques posicionades en el fons de la "U", que altera els dominis per registrar patrons de bits. Un dispositiu de memòria està compost de molts d'aquests filferros i elements de lectura/escriptura. En un concepte operacional general, la memòria Racetrack és similar a l'anterior memòria twistors o l'memòria de bombolla dels anys 1960 i 1970, però fa servir dominis magnètics molt més petits i millores notables en les capacitats de detecció magnètica per proporcionar molt més altes densitats d'àrea.

## Comparació amb la memòria Flash
La densitat teòrica de la memòria Racetrack és molt més alta que la de dispositius comparables com ara la Flash RAM, estimacions suggereixen la màxima densitat d'àrea entre 10 i 100 vegades la dels millors dispositius de Flash possibles. Els dispositius de Flash ja són construïts en les fabs més recents de 45 nm, i hi ha problemes que suggereixen que reduir l'escala a 30 nm pugui ser un límit fonamental més baix. La Racetrack no és molt més petita, els filferros són de prop de 5 a 10 nm al llarg, però endreçant verticalment, els dispositius arriben a ser tridimensionals, guanyant densitat.
La memòria Flash és un dispositiu asimètric, relativament lenta per escriure, fins a 1.000 vegades més lenta que els temps de lectura, cosa que limita el seu ús en moltes aplicacions. Addicionalment, l'acció d'enviar un voltatge gran en les cel les degrada mecànicament, pel que té un temps de vida limitat, entre 10.000 i 100.000 escriptures. Els dispositius de memòria Flash utilitzen una varietat de tècniques per, si fos possible, evitar escriure a la mateixa cel la, però això només limita el problema, no l'elimina.
La memòria Racetrack no té cap d'aquests problemes. La lectura i l'escriptura és bastant simètrica i primàriament és limitada pel temps en què el patró magnètic presa per ser mogut a través dels caps de lectura/escriptura.

## Dificultats del desenvolupament
Una limitació dels dispositius experimentals primerencs va ser que els dominis magnètics només es podrien empènyer lentament a través dels filferros, requerint polsos de corrent de l'ordre microsegons per moure'ls amb èxit. Això era inesperat, i va conduir a un exercici més o menys igual al de les unitats de discs durs, com 1.000 vegades més lent del predit. La investigació recent en la Universitat d'Hamburg ha seguit la pista a aquest problema i va trobar que és degut a imperfeccions microscòpiques en l'estructura cristal dels filferros que condueix a que els dominis "s'enganxin" a aquestes imperfeccions. Usant un microscopi de raigs X per tenir imatges directes entre els dominis, la seva investigació va trobar que les parets del domini serien mogudes per polsos tan curts com alguns nanosegons quan aquestes imperfeccions estaven absents. Això correspon a una velocitat macroscòpica de prop de 110 m/s.

## Altres tipus de memòries digitals
- Memòria de condensador. (Atanasov)
- Línies de retard acústiques
- Memòria racetrack
- Memòria CCD
- Memòria hologràfica
- Memòria de tors
- Selectró
- Tub Williams